# داریوش آشوری
داریوش آشوری (زادهٔ ۱۱ مردادِ ۱۳۱۷ در تهران) نویسنده، اندیشمند، زبان‌شناس و مترجم ایرانی است. عمدهٔ آثار او در زمینهٔ علوم سیاسی، علوم اجتماعی، سخن‌سنجی، فلسفه، و زبان‌شناسی است. داریوش آشوری سال‌هاست که با خانواده‌اش در فرانسه زندگی می‌کند.

## زندگی سیاسی و فرهنگی
آشوری دانش‌آموختهٔ دبیرستان‌های البرز و دارالفنون است و هم‌درسِ نوجوانیِ بهرام بیضایی و عبدالمجید ارفعی. در دوران نوجوانی با مطالعهٔ نشریات حزب توده به آن مکتب گرایش پیدا کرد، و پس از ۲۸ مرداد ۱۳۳۲ مدتی عضو سازمان جوانان حزب توده بود. پس از چندی در سال ۱۳۳۶ به حزب زحمتکشان ملت ایران (نیروی سوم) پیوست. آشوری در سال ۱۳۳۷ از دارالفنون دانش‌آموخته و وارد دانشکدهٔ حقوق و علومِ سیاسی و اقتصادی دانشگاه تهران شد و لیسانس اقتصاد خود را در سال ۱۳۴۲ گرفت. در همان سال در دورهٔ دکترای اقتصاد در همان دانشکده پذیرفته شد ولی آن را نیمه‌کاره رها کرد. کار تألیف کتاب، ترجمه، و نوشتن مقالات را از همین دوران شروع کرد. در دوران دانشجویی عضوِ هیئت اجراییهٔ «جامعهٔ سوسیالیست‌های نهضت ملی ایران» به رهبری خلیل ملکی نیز بوده است. نخستین کتاب او، به نام فرهنگ سیاسی، در روزگار دانشجویی از او منتشر شد که هنوز هم، با نام دانشنامهٔ سیاسی، در ایران در زمینهٔ علوم سیاسی کتاب مرجع است و تاکنون بیش از سی چاپ از آن منتشر شده است. در همان دوران آشوری در مؤسسهٔ انتشارات فرانکلین به‌عنوانِ ویراستار در دائرةالمعارف فارسی و سپس در بخش انتشارات به کار مشغول بوده است.

## فعالیت‌ها و تحقیقات
آشوری از بنیان‌گذاران کانون نویسندگان ایران و عضو انتخاب‌شدهٔ نخستین هیئت دبیران آن بوده است (۱۳۴۸). در دانشکدهٔ حقوق و علوم سیاسی، دانشکدهٔ علوم اجتماعی، دانشکدهٔ هنرهای زیبای دانشگاه تهران، در مؤسسهٔ شرق‌شناسی دانشگاه آکسفورد در بریتانیا، و دانشگاه زبان‌های خارجی توکیو تدریس کرده، و عضوِ هیئت مؤلفان لغت‌نامهٔ فارسی در مؤسسهٔ لغت‌نامهٔ دهخدا (وابسته به دانشگاه تهران)، عضو هیئت ویراستاران دانشنامهٔ ایرانیکا (دانشگاه کلمبیا در نیویورک) و از نویسندگان آن بوده است. همچنین سردبیری چند مجلهٔ ادبی و نیز نامهٔ علوم اجتماعی را در مؤسسهٔ مطالعات و تحقیقات اجتماعی (وابسته به دانشگاه تهران)، به عهده داشته است.

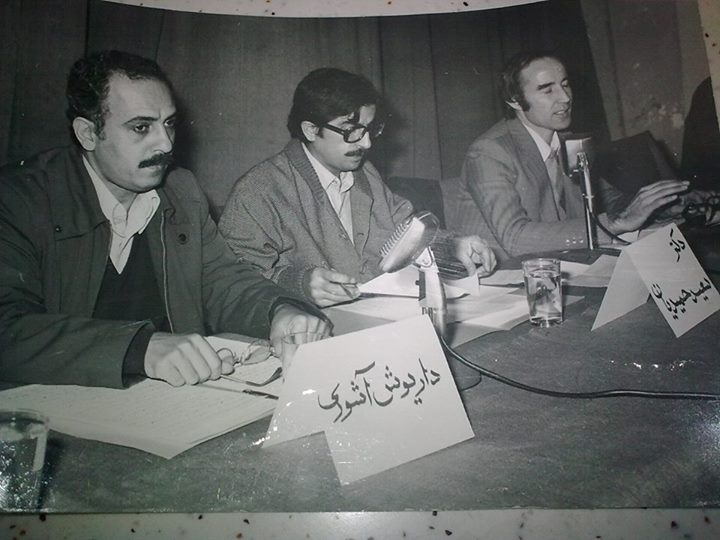
از راست: علی‌اشرف صادقی، سعید حمیدیان و داریوش آشوری، سمینار نگارش فارسی، مرکز نشر دانشگاهی، ۱۳۶۱

## دستاوردها و آثار
آشوری روشنفکر است؛ به این معنی که جامعه خود را بیمار و گرفتار می‌بیند و در صدد تشخیص این بیماری است. اما بر خلاف بسیاری از روشنفکران دیگر، این بیماری را تنها سیاسی نمی‌داند و چاره ساده ای برای آن سراغ ندارد. . . .

حسین معصومی همدانی، بهار ۱۳۹۷
آشوری در قلمروی علوم اجتماعی و فلسفهٔ مدرن به توسعهٔ زبان فارسی از نظر دامنهٔ واژگان و بهبود سبک نگارش یاری فراوان کرده است. آشوری در آثار خود واژگان نوترکیبی چون گفتمان، همه‌پرسی، آرمان‌شهر، رهیافت، هرزه‌نگاری، درس‌گفتار و مانند آن را به‌کار برد که معادلی برای آن در زبان فارسی وجود نداشت. فرهنگ علوم انسانی او شامل صدها ترکیب و واژهٔ اشتقاقی تازه برای گسترش زبانِ فارسی در زمینهٔ علوم انسانی و فلسفه است. از میان آثار او می‌توان به بازاندیشی زبان فارسی، شعر و اندیشه، تعریف‌ها و مفهوم فرهنگ، و فرهنگ علوم انسانی اشاره کرد. ما و مدرنیّت نام مجموعه مقاله‌هایی از اوست که در آن به تحلیل بحران فرهنگی جامعهٔ ایران در مواجهه با مدرنیّت می‌پردازد. وی نویسندهٔ عرفان و رندی در شعر حافظ است که تفسیری هرمنوتیکی از بنیادهای اندیشگی دیوان حافظ بر پایهٔ پژوهش متن‌شناسانهٔ تاریخی‌ست.

### آثار تألیفی
- تعریف‌ها و مفهوم فرهنگ (۱۳۸۰) (عنوان قبلی: فرهنگ شناخت)، نشر آگه.
- عرفان و رندی در شعر حافظ (۱۳۷۹) (عنوان قبلی: هستی‌شناسی حافظ)
- فرهنگ علوم انسانی (۱۳۷۴)(عنوان قبلی: واژگان فلسفه و علوم اجتماعی)
- شعر و اندیشه (۱۳۷۷)
- بازاندیشی زبان فارسی (۱۳۷۲) نشر مرکز
- ما و مدرنیّت (۱۳۷۶)
- نگاهی به تاریخ، تمدن و فرهنگ چین
- درآمدی به جامعه‌شناسی سیاسی
- دانشنامهٔ سیاسی: فرهنگ اصطلاحات و مکتب‌های سیاسی (۱۳۷۳) (عنوان قبلی: فرهنگ سیاسی)
- زبان باز، (۱۳۸۷)، رساله‌ای پژوهشی و تحلیلی دربارهٔ رابطهٔ زبان‌های مدرن با تمدن مدرن و روش‌های گسترش زبان‌های مدرن در پاسخ‌گویی به نیازهای زبانی فناوری و علم.
- پرسه‌ها و پرسش‌ها (مجموعه مقالات)، ۱۳۸۹، نشر آگه.
- پروژهٔ ملت‌سازی
- اسطورهٔ فلسفه در میان ما (بازدیدی از زندگی و اندیشهٔ احمد فردید)
- ایران‌شناسی چیست، ۱۳۵۵، انتشارات آگاه

### آثار ترجمه
- چنین گفت زرتشت، فریدریش نیچه، کتاب اول اسماعیل خویی، ۱۳۵۲، زمان، تهران.
- چنین گفت زرتشت، فریدریش نیچه، نشر آگه، ۱۳۸۳ (چاپ سی‌وهفتم: ۱۳۹۵).
- فراسوی نیک و بد، فریدریش نیچه، (۱۳۷۵).
- تبارشناسی اخلاق اثر فردریش نیچه، نشر آگه، ۱۳۸۸ (چاپ سیزدهم: ۱۳۹۵).
- غروب بت‌ها اثر فردریش نیچه، نشر آگه، ۱۳۸۶ (چاپ دهم: ۱۳۹۵).
- مکبث اثر ویلیام شکسپیر، نشر آگه، ۱۳۹۵ (چاپ پانزدهم).
- تاریخ فلسفه، فردریک کاپلستون، جلد هفتم، از فیشته تا نیچه(۱۳۷۵)
- آرمان‌شهر (یوتوپیا)، تامس مور، ترجمه: داریوش آشوری، نادر افشار نادری (۱۳۶۱)
- شهریار، نیکولو ماکیاولی، (۱۳۷۵)
- ترجمهٔ سه نمایشنامه برای کتابِ نمایش در چین کارِ بهرام بیضایی و نیز ترجمهٔ «آتسوموری» سه‌آمی موتوکیو با همکاریِ بیضایی

### در گفتگو با دیگران
- ایران در گذر روزگاران در گفتگو با مسعود لقمان

### آثار در دست تهیه
- ترجمه مسیحا ستیز اثر فردریش نیچه

## نام مستعار
به استناد کتاب نام‌های مستعار نویسندگان و شاعران معاصر ایران به قلم عباس مافی داریوش آشوری با امضای «مهرداد رهسپار» هم به نویسندگی پرداخته است.